# 이종산 선생 공덕비
이종산 선생 공덕비(李鐘山 先生 功德碑)는 울산광역시교육연수원에 있는 비석이다. 2018년 3월 2일 울산 동구의 향토문화재 제3호로 지정되었다가, 2019년 4월 4일 제5호로 지정번호가 변경되었다.

## 지정 사유
조국의 광복으로 나라를 되찾았으나 일제의 식민정책으로 우리 청소년들이 교육을 받지 못하는 것을 안타깝게 여겨 사유지 112,285m2(34,000평)와 당시 200만원의 현찰을 기부하여 1947년 12월에 수산중학교를 설립하였다.
국고에서 보조금이 없던 당시 학교법인의 기본재산과 수입만으로 학교 운영이 어려워 후진들의 충실한 교육을 위하여 당국에 공립학교로 개편 신청하여 1959년 6월 1일 공립 방어진중학교로 출발하게 되었다.
1990년 5월 21일 동구 화정동으로 방어진중학교가 신축 이전하면서 현재 울산광역시교육연수원으로 개원하여 오늘에 이르고 있다.

## 같이 보기
- 방어진중학교
- 울산광역시교육연수원